# گمینا زواویش ویلکا
گمینا زواویش ویلکا (به لهستانی:  Gmina Zławieś Wielka) یک گمینا در لهستان است که در شهرستان تورونی واقع شده‌است. گمینا زواویش ویلکا ۱۷۷٫۵۳ کیلومتر مربع مساحت و ۱۱٬۴۰۸ نفر جمعیت دارد.